# MariaDB

LAMP

MariaDB je relační databáze, která je komunitou vyvíjenou nástupnickou větví (tzv. „forkem“) MySQL. Hlavním důvodem k vytvoření této větve bylo udržení licence svobodného softwaru GNU GPL. Iniciativa, díky které tato větev vznikla, pochází od původních vývojářů MySQL, kteří se obávali o další osud a směřování tohoto softwaru po jeho odkoupení společností Oracle. Přispěvatelé, kteří se podílí na vývoji, jsou povinni sdílet svá autorská práva s MariaDB Foundation.
Hlavním vývojářem je Michael „Monty“ Widenius, který je původním zakladatelem MySQL a Monty Program AB. Právě Michael Widenius prodal svou společnost MySQL AB společnosti Sun Microsystems za 1 mld. USD. Pojmenování MariaDB je odvozeno od jména mladší dcery Michaela Widenia – Marii.

## Verze
Čísla verzí MariaDB až do 5.5 následují číslování MySQL. Pokud tedy používáme např. verzi 5.5 MariaDB, můžeme se spolehnout, že máme k dispozici všechny funkce MySQL stejné verze. Zajímavostí je, že ačkoliv mezi verzemi MySQL existuje mezera mezi verzemi 5.1 a 5.5, v MariaDB byly uvolněny i verze 5.2, 5.3. Po verzi 5.5 se vývojáři rozhodli další verzi pojmenovat bodem 10. Tuto změnu provedli, aby naznačili, že tyto verze již nemusí obsahovat všechny funkce z MySQL 5.6, ale ani následujících. Některé funkce se již dále neslučují (nezdají se být dostatečně stabilními) s normami MariaDB.

## Využití softwaru třetími stranami
MariaDB API a protokoly jsou kompatibilní s těmi, které využívá MySQL. Navíc přidává i některé funkce, které podporují nativní operace. Všechny konektory, knihovny a aplikace, které pracují s MySQL, by měly fungovat i v MariaDB. Na tomto základě vývojáři Fedory plánují nahradit MySQL za MariaDB ve Fedoře 19 z obavy, že Oracle z MySQL udělá uzavřený systém.
Zde je seznam nástrojů, u kterých je známo, že pracují správně s databází MariaDB:

### Klienti
- DBEdit – bezplatná aplikace pro správu MariaDB a dalších databází.
- Navicat – řada proprietárních aplikací pro správu databází, na Windows, macOS a Linux.
- HeidiSQL – open source klient pro MySQL pod Windows. Je součástí balíčku MSI od verze 5.2.7 MariaDB.[8][9]
- phpMyAdmin – webová aplikace pro správu databáze MySQL
- Adminer – jednosouborová alternativa phpMyAdmin

### Aplikace
Následující aplikace oficiálně podporují MariaDB:
- Drupal
- Joomla
- Kajona
- MediaWiki
- Moodle
- Plone
- WordPress
- Zend Framework
- Sparx Systems Enterprise Architect
- Novější distribuce PHP (např. XAMPP) již místo MySQL zahrnují MariaDB.

## MariaDB Foundation
V prosinci 2012 Michael Widenius, David Axmark a Allan Larsson oznámili založení nadace, která by dohlížela nad vývojem MariaDB.

## Významní uživatelé
- Arch Linux[13]
- Fedora (od Fedora 19)[14]
- Google[15]
- Mozilla[16]
- openSUSE (od openSUSE 12.3)[17]
- Slackware[18]
- Wikimedia Foundation[19]